# Ataque ao Parlamento Iraquiano em 2007

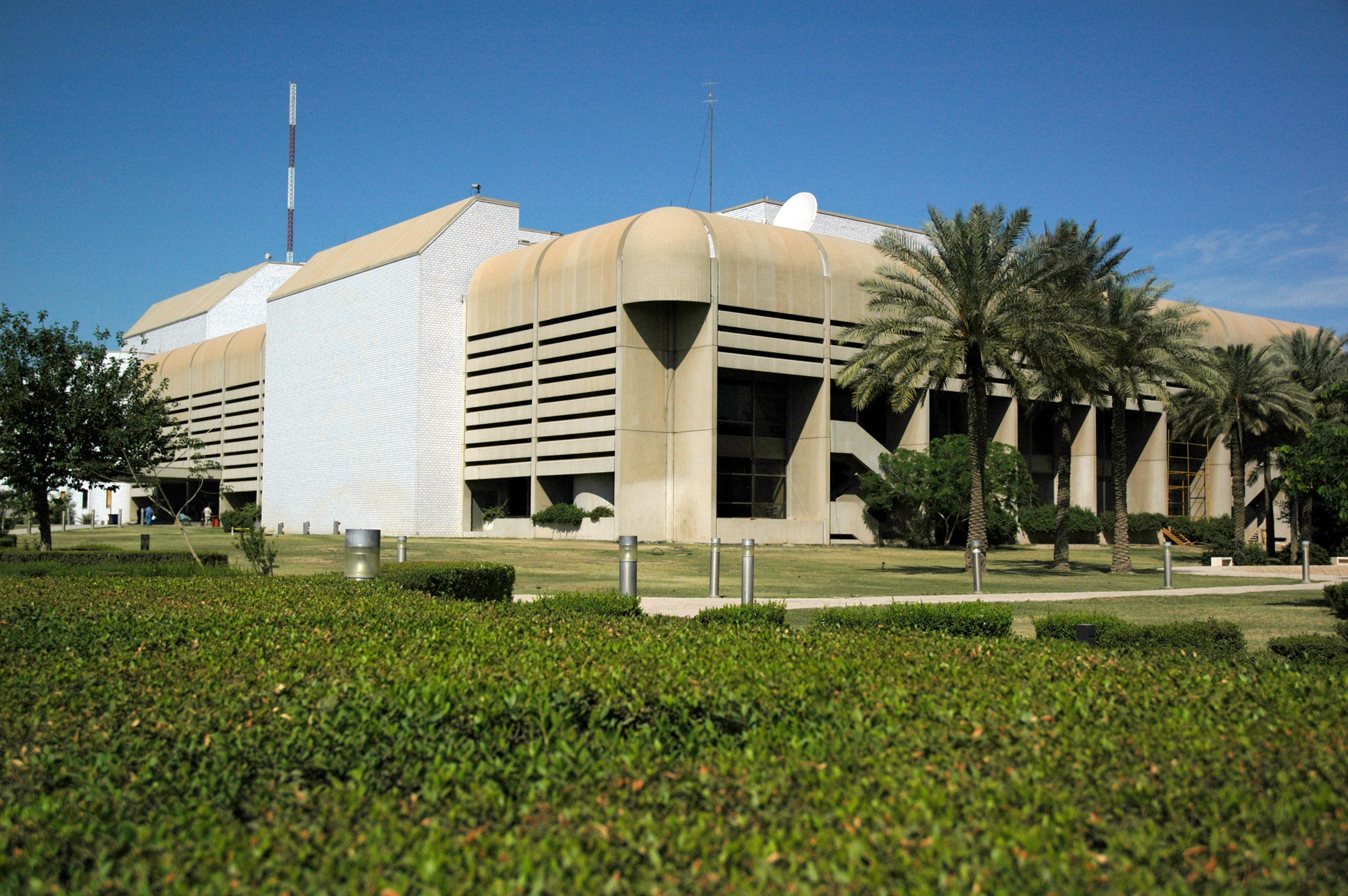
Conselho de Representantes do Iraque, Bagdá

Ataque ao Parlamento Iraquiano em 2007 refere-se a um ataque terrorista ao edifício do Conselho de Representantes do Iraque, o parlamento iraquiano, em 12 de abril de 2007.

## Desenvolvimento
Em 12 de abril de 2007, a cantina do prédio do Conselho de Representantes do Iraque foi atacada por um homem-bomba, matando oito pessoas e ferindo outras 23 pessoas. O ataque, na fortificada Zona Verde de Bagdá, ocorreu dez minutos depois que o Conselho de Representantes foi suspenso para o almoço. O atentado aconteceu no primeiro andar do Centro de Convenções de Bagdá, que abriga o parlamento.
No início do dia, o prédio já havia sido revistado por cães - algo muito raro, levando em conta que os cães são considerados ritualmente impuros pelos iraquianos - sugerindo que as autoridades suspeitavam que um ataque era iminente. Após o ataque, mais dois coletes suicidas não detonados foram encontrados perto da cantina. O governo também encerrou as atividades das redes de telefonia móvel e helicópteros Apache passaram a sobrevoar a área.
Os primeiros relatos informaram que oito pessoas foram mortas, incluindo três deputados, e pelo menos 23 pessoas ficaram feridas. Os deputados eram Mohammed Awad, um membro da Frente Iraquiana para o Diálogo Nacional, Taha al-Liheibi, um membro da Frente do Acordo Iraquiano e um parlamentar curdo não identificado.

## Responsabilidade
As suspeitas inicialmente centraram-se na possibilidade do bombista suicida ser guarda-costas de um parlamentar. Um porta-voz do governo declarou que "há alguns grupos que trabalham na política durante o dia e fazem outras coisas além da política à noite".
Em 13 de abril, o Estado Islâmico do Iraque postou uma mensagem em um site jihadista afirmando ter enviado "Um cavaleiro do estado do Islã ... [para] o coração da Zona Verde" para realizar o ataque. Não está claro se essa reivindicação é genuína, embora alguns que monitoram esses sites acreditem que seja.
Em fevereiro de 2009, dois guarda-costas do parlamentar da Frente Iraquiana para o Diálogo Nacional, Mohammed al-Dayni, foram presos por suspeita de participação no atentado. Alaa Khairallah Hashim, chefe de segurança de al-Dayni, e Ryadh Ibrahim al-Dayni, sobrinho de Mohammed al-Dayni, confessaram na televisão o envolvimento em vários ataques, incluindo o atentado bombista no Parlamento. Eles disseram que o parlamentar deu autorização para que o bombista suicida adentrasse na área do parlamento. As forças de segurança pediram ao Conselho de Representantes do Iraque para que suspendessem a imunidade parlamentar de al-Dayni. Mohammed al-Dayni afirmou que as acusações eram mentiras e que seus guarda-costas tinham sido torturados para fazer uma confissão falsa, haja vista ele estava revelando abusos dos direitos humanos nas prisões iraquianas. Posteriormente, al-Dayni toma um voo para a Jordânia, mas o avião foi forçado a voltar; al-Dayni não foi preso por ainda ter imunidade parlamentar. Mais tarde, no mesmo dia, os parlamentares concordam em remover sua imunidade, numa altura em que o deputado já havia fugido. Acabou sendo preso em 10 de outubro de 2009 no Aeroporto Internacional de Kuala Lumpur.